# Dieter Herzog
Dieter Herzog (Oberhausen, 15 luglio 1946) è un ex calciatore tedesco occidentale, di ruolo ala sinistra.

## Carriera

### Club
Dopo aver iniziato nell'Hamborn 07, squadra di bassa divisione, Herzog fu acquistato dal Fortuna Düsseldorf nel 1970, un anno prima che la squadra raggiunse la Bundesliga. Con il club biancorosso ebbe un ruolo da protagonista nelle stagioni 1972-1973 e 1973-1974, entrambe terminate al terzo posto.
Il Bayer Leverkusen lo acquistò nel 1976. Si ritirò nel 1983 dopo aver giocato in tutto 250 presenze e segnato 46 reti in Bundesliga.

### Nazionale
Con la Germania Ovest, il calciatore totalizzò 5 presenze e partecipò alla spedizione che vinse il campionato del mondo 1974. Durante la rassegna giocò due partite del secondo turno, la prima contro la Jugoslavia, la seconda contro la Svezia.
Finita la carriera, lavorò anche come talent scout per il Bayer Leverkusen.

## Palmarès

### Nazionale
- Campionato mondiale: 1

Germania Ovest 1974